# Toyota Land Cruiser Prado
El Toyota Land Cruiser Prado (en japonés: トヨタ・ランドクルーザープラド) es un automóvil todoterreno de lujo del segmento E de tamaño completo con tracción en las cuatro ruedas de la gama Land Cruiser producido por el fabricante de automóviles japonés Toyota como una variación "ligera" de la gama.
El Prado también puede denominarse Land Cruiser LC70, LC90, LC120, LC150 y LC250 según la plataforma. En algunos mercados se le conoce simplemente como Toyota Prado o Toyota Land Cruiser.
Hasta el modelo J150, el Prado no formaba parte de la gama Land Cruiser en Norteamérica; el rebautizado Lexus GX ocupó la posición del Prado en acabados de lujo. El Prado se presentó allí en 2023 y se comercializó simplemente como "Land Cruiser".
El Prado tiene un chasis con estructura de escalera, cajas de transferencia de dos velocidades y ejes de viga trasera. La plataforma J70 tiene un eje de viga delantero, mientras que las plataformas J90, J120, J150 y J250 tienen suspensión independiente delantera.
A partir de 2023, el Prado estará disponible en todos los mercados de Toyota excepto en México, Corea del Sur y algunos mercados del Sudeste Asiático y Sudamérica (donde en su lugar se ofrece el Toyota Fortuner/SW4 basado en Hilux).

## Predecesor (J70; 1984)
Desarrollado por primera vez como el vehículo liviano de la Serie 70 en noviembre de 1984 y disponible solo en diseños de carrocería cortos con opciones para techo blando o techo rígido (techo de metal), nombres como Land Cruiser  II, Land Cruiser y Bundera se fabricaron para estos Land Cruiser de "servicio ligero".  El Bundera tenía una distancia entre ejes corta (2310 mm (90,9 plg)) con dos puertas, una capota de plástico y puertas de granero en la parte trasera.  Había cuatro opciones para el motor, los motores de gasolina 2366 cm³ (2,4 L) 22R (con carburador) y 22R-E (EFI) y el 2446 cm³ (2,4 L) Motores diésel 2L y 2L-T y diésel turboalimentados.  La transmisión de los motores de gasolina es del tipo G52, mientras que los diésel utilizan los tipos R150 y R151.  Estos eran los mismos motores y transmisiones utilizados en el 4Runner, en cooperación con Hino.

## Primera generación - J70 (1990-1996)

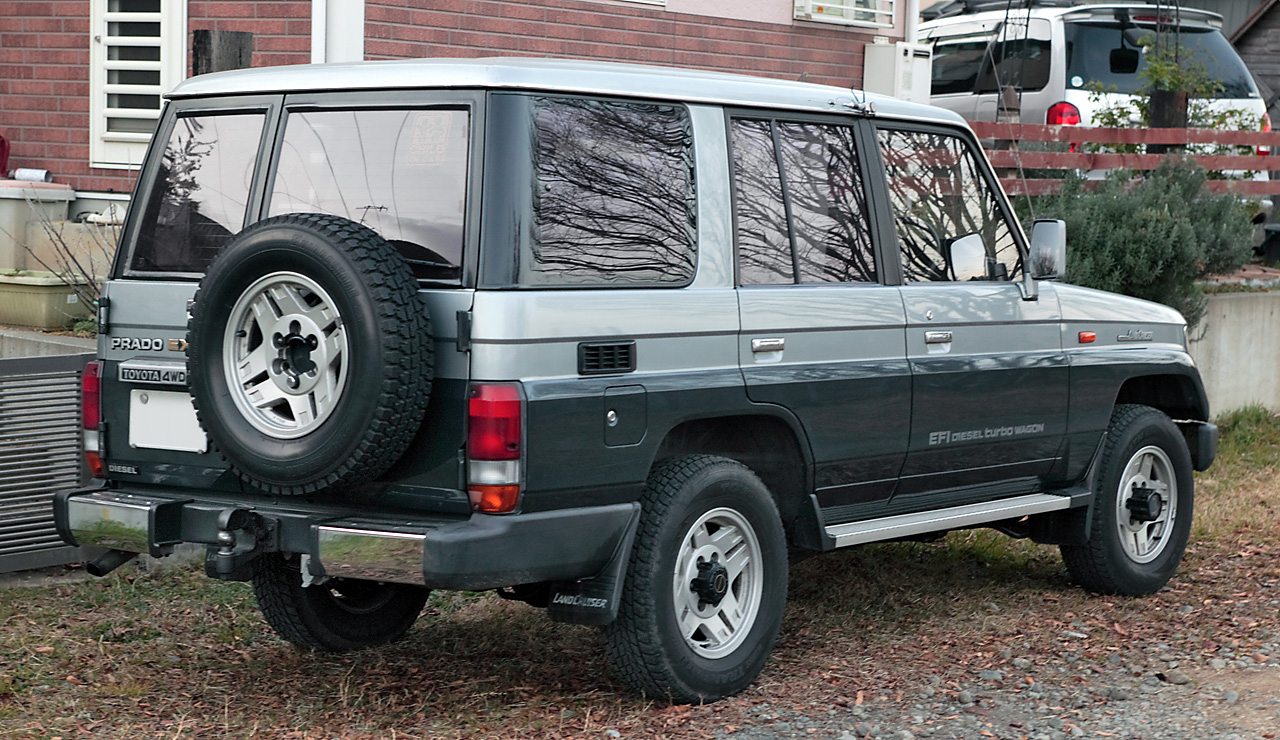
Trasera Toyota J70

### Motorizaciones
| Periodo                        | 1984-1990             | 1990-1996                                       | 1984-1990             | 1990-1993                                       | 1993-1996                                       |       |       |       |       |       |       |       |       |       |       |
| Identificación del motor       | 22R                   | 22R-E                                           | 2L-T                  | 2L-TE                                           | 1KZ-TE                                          |       |       |       |       |       |       |       |       |       |       |
| Tipo de motor                  | L4 8v, carburación    | L4 8v                                           | L4 8v, turbo          | L4 8v, turbo                                    | L4 8v, turbo                                    |       |       |       |       |       |       |       |       |       |       |
| Diámetro x carrera             | 92.0 mm × 89.0 mm     | 92.0 mm × 89.0 mm                               | 92.0 mm × 92.0 mm     | 92.0 mm × 92.0 mm                               | 96.0 mm × 103.0 mm                              |       |       |       |       |       |       |       |       |       |       |
| Cilindrada                     | 2366 cm³              | 2366 cm³                                        | 2446 cm³              | 2446 cm³                                        | 2982 cm³                                        |       |       |       |       |       |       |       |       |       |       |
| Relación de compresión         | 9.0: 1                | 9.0: 1                                          | 20.0: 1               | 21.0: 1                                         | 21.2: 1                                         |       |       |       |       |       |       |       |       |       |       |
| Potencia máxima: CV (kW) @ rpm | 110 CV (81 kW) @ 5000 | 114 CV (84 kW) @ 4800                           | 85 CV (63 kW) @ 4000  | 90 CV (66 kW) @ 3500                            | 125 CV (92 kW) @ 3600                           |       |       |       |       |       |       |       |       |       |       |
| Par máximo: Nm @ rpm           | 174 Nm @ 2800         | 190 Nm @ 3600                                   | 188 Nm @ 2400         | 215 Nm @ 2400                                   | 295 Nm @ 2400                                   |       |       |       |       |       |       |       |       |       |       |
| Tracción                       | Total                 | Total                                           | Total                 | Total                                           | Total                                           | Total | Total | Total | Total | Total | Total | Total | Total | Total | Total |
| Transmisión                    | Manual, 5 velocidades | Manual, 5 velocidades Automática, 4 velocidades | Manual, 5 velocidades | Manual, 5 velocidades Automática, 4 velocidades | Manual, 5 velocidades Automática, 4 velocidades |       |       |       |       |       |       |       |       |       |       |
| Peso                           | 1605 Kg               | -                                               | 1718 Kg               | 1700 Kg                                         | 1700 Kg                                         |       |       |       |       |       |       |       |       |       |       |
| Velocidad máxima               | 145 km/h              | -                                               | 130 km/h              | 130 km/h                                        | 150 km/h                                        |       |       |       |       |       |       |       |       |       |       |
| Consumo combinado (L/100 km)   | 14.0                  | -                                               | 13.0                  | 12.7                                            | 12.8                                            |       |       |       |       |       |       |       |       |       |       |

## Segunda generación - J90 (1996-2002)

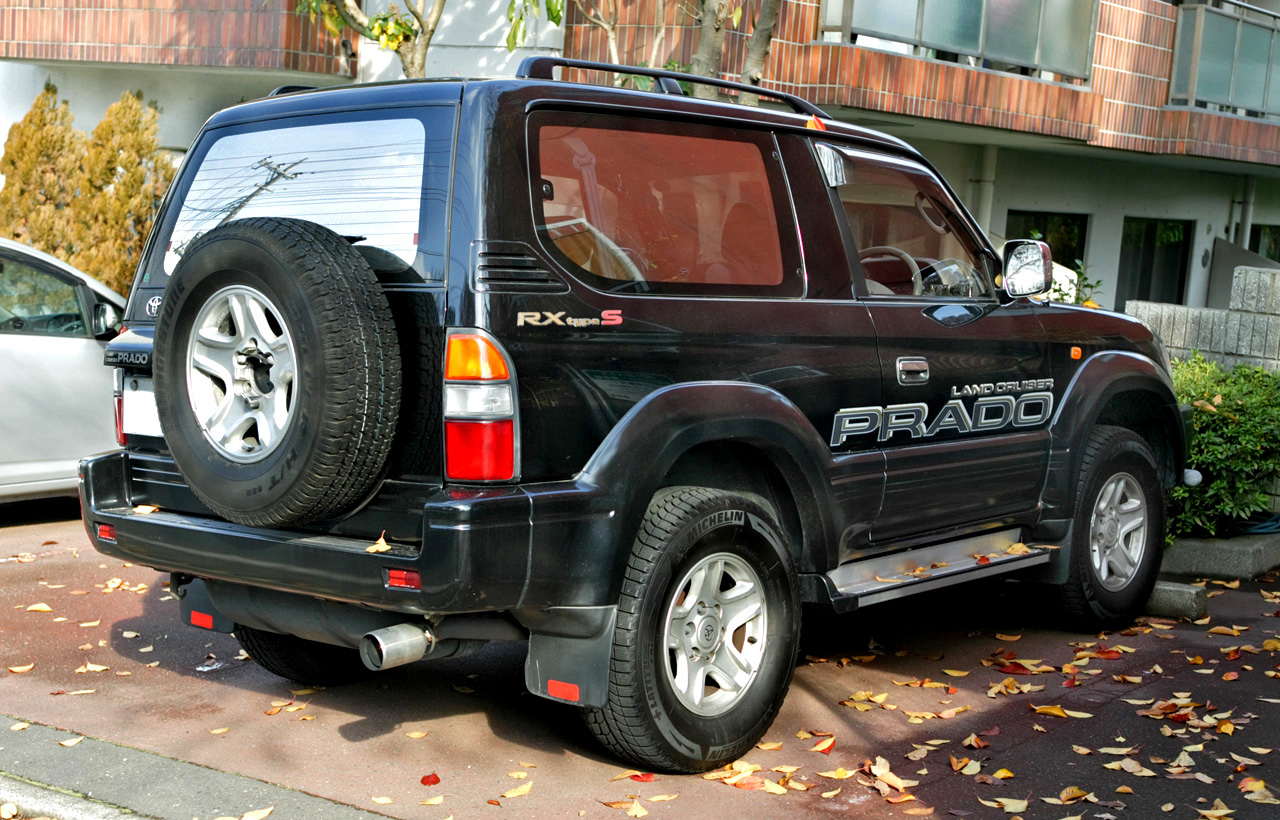
Land Cruiser 3 puertas
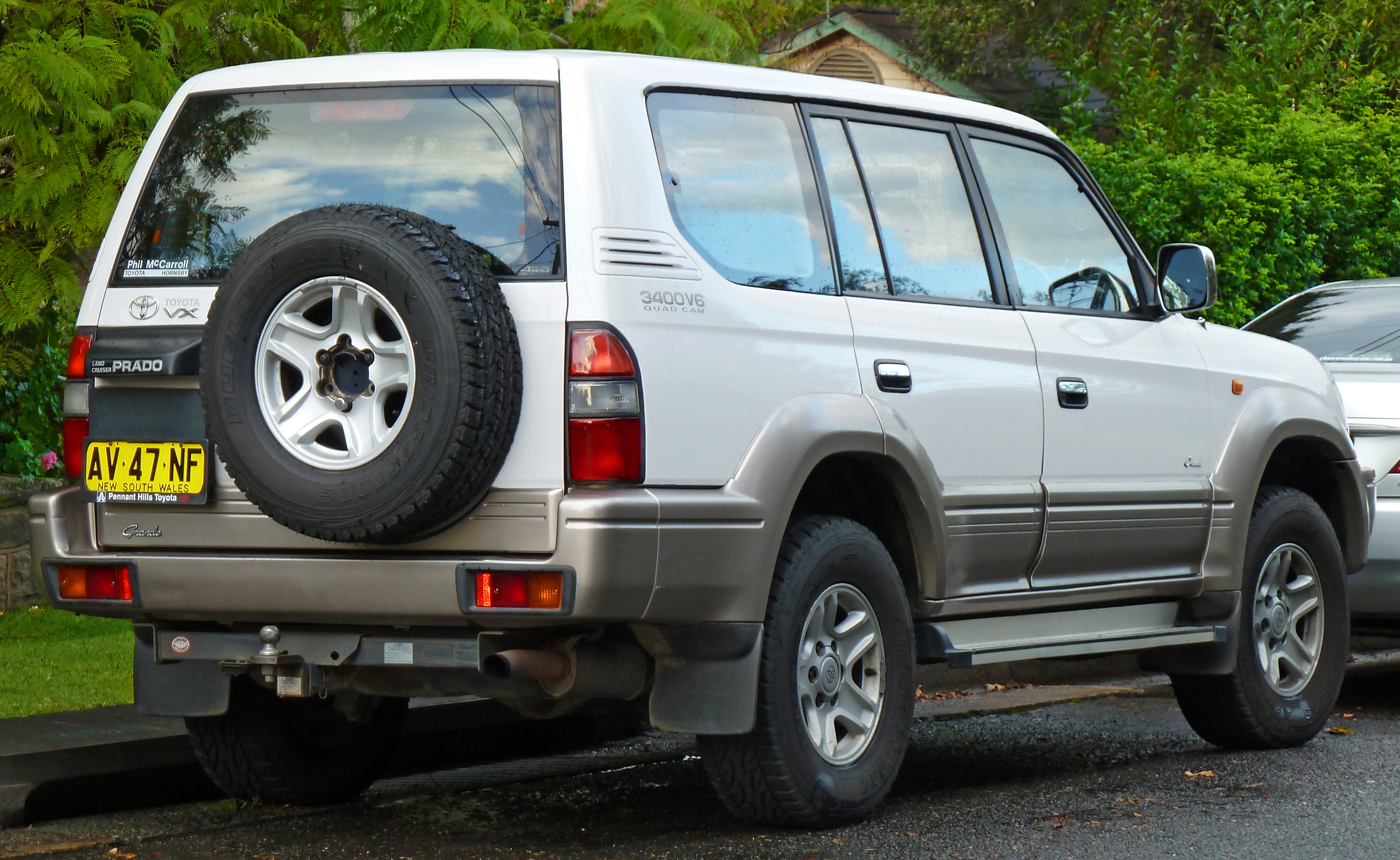
Land Cruiser 5 puertas
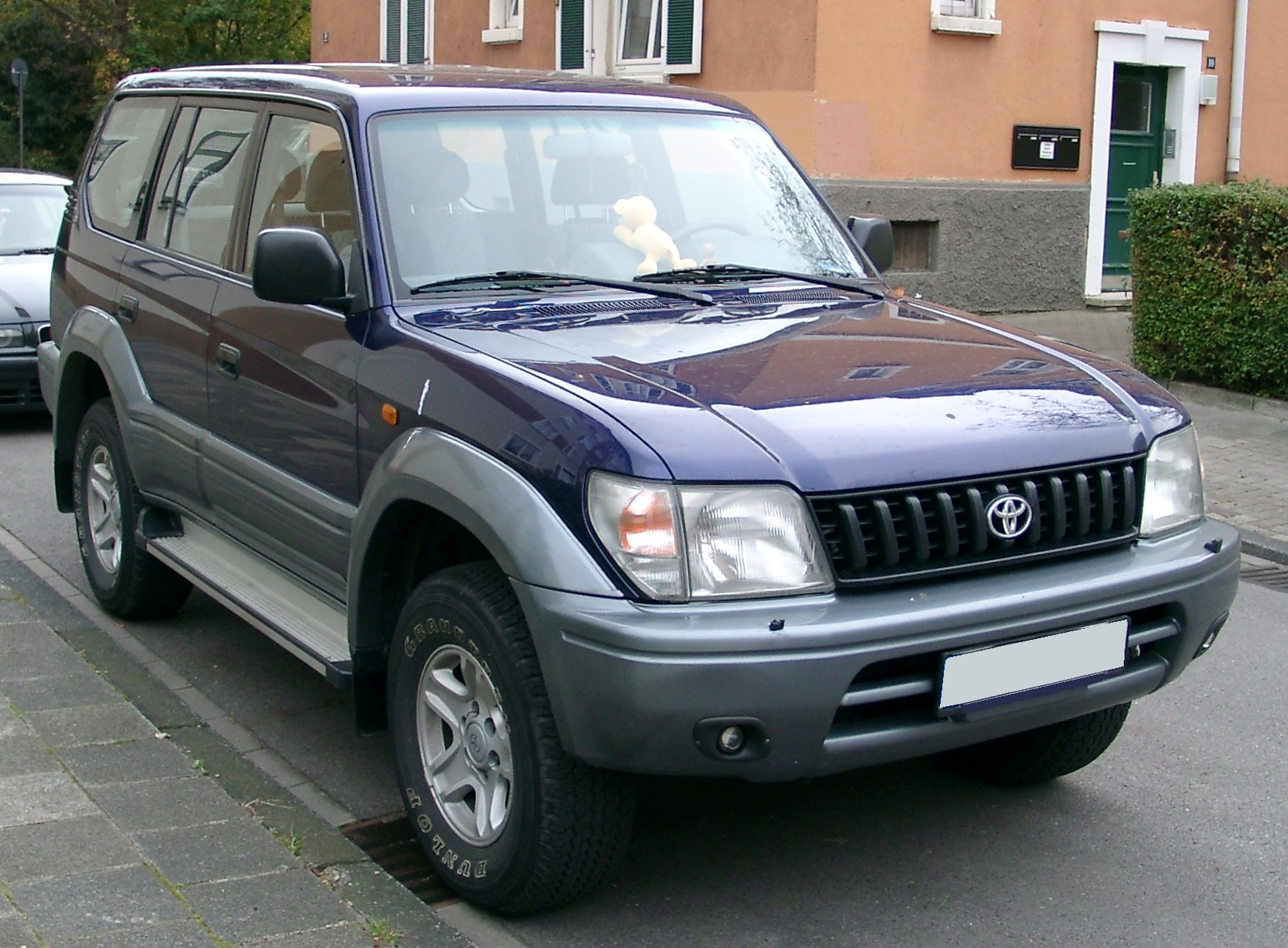

### Motorizaciones
| Periodo                        | 1996-2002                                       | 1996-2000                                       | 2000-2003                                                  |       |       |       |       |       |       |       |       |       |       |       |       |
| Identificación del motor       | 5VZ-FE                                          | 1KZ-TE                                          | 1KD-FTV                                                    |       |       |       |       |       |       |       |       |       |       |       |       |
| Tipo de motor                  | V6 24v                                          | L4 8v, turbo                                    | L4 16v, inyección directa, Common-Rail, turbo, intercooler |       |       |       |       |       |       |       |       |       |       |       |       |
| Diámetro x carrera             | 93.5 mm × 82.0 mm                               | 96.0 mm × 103.0 mm                              | 96.0 mm × 103.0 mm                                         |       |       |       |       |       |       |       |       |       |       |       |       |
| Cilindrada                     | 3378 cm³                                        | 2982 cm³                                        | 2982 cm³                                                   |       |       |       |       |       |       |       |       |       |       |       |       |
| Relación de compresión         | 9.6: 1                                          | 21.2: 1                                         | 18.4: 1                                                    |       |       |       |       |       |       |       |       |       |       |       |       |
| Potencia máxima: CV (kW) @ rpm | 178 CV (131 kW) @ 4600                          | 125 CV (92 kW) @ 3600                           | 163 CV (120 kW) @ 3400                                     |       |       |       |       |       |       |       |       |       |       |       |       |
| Par máximo: Nm @ rpm           | 303 Nm @ 3600                                   | 295 Nm @ 2400                                   | 343 Nm @ 1600-3200                                         |       |       |       |       |       |       |       |       |       |       |       |       |
| Tracción                       | Total                                           | Total                                           | Total                                                      | Total | Total | Total | Total | Total | Total | Total | Total | Total | Total | Total | Total |
| Transmisión                    | Manual, 5 velocidades Automática, 4 velocidades | Manual, 5 velocidades Automática, 4 velocidades | Manual, 5 velocidades Automática, 4 velocidades            |       |       |       |       |       |       |       |       |       |       |       |       |
| Peso                           | 1690-2055 Kg                                    | 1860-2010 Kg                                    | 1890-1910 Kg                                               |       |       |       |       |       |       |       |       |       |       |       |       |
| Aceleración 0–100 km/h         | 10.7-11.5 s                                     | 14.7 s                                          | 12.5-12.1 s                                                |       |       |       |       |       |       |       |       |       |       |       |       |
| Velocidad máxima               | 175-180 km/h                                    | 160 km/h                                        | 165-170 km/h                                               |       |       |       |       |       |       |       |       |       |       |       |       |
| Consumo combinado (L/100 km)   | 13.5-14.1                                       | 10.4                                            | 9.4-10.4                                                   |       |       |       |       |       |       |       |       |       |       |       |       |

## Tercera generación - J120 (2002-2009)

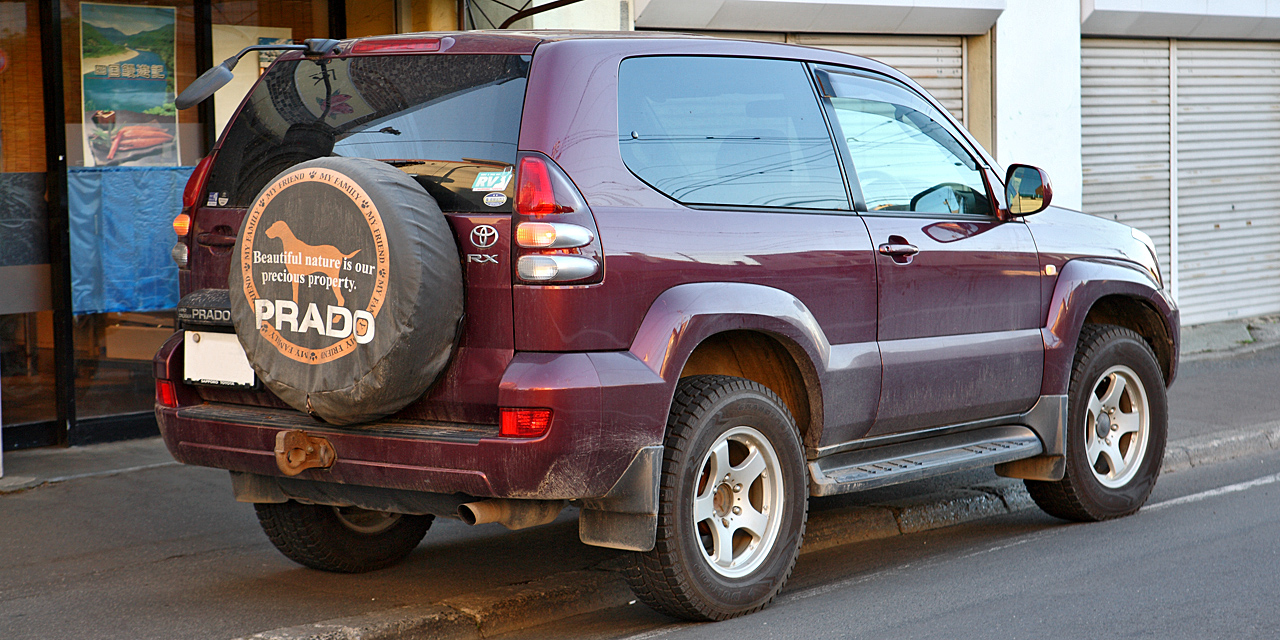
Land Cruiser 3 puertas
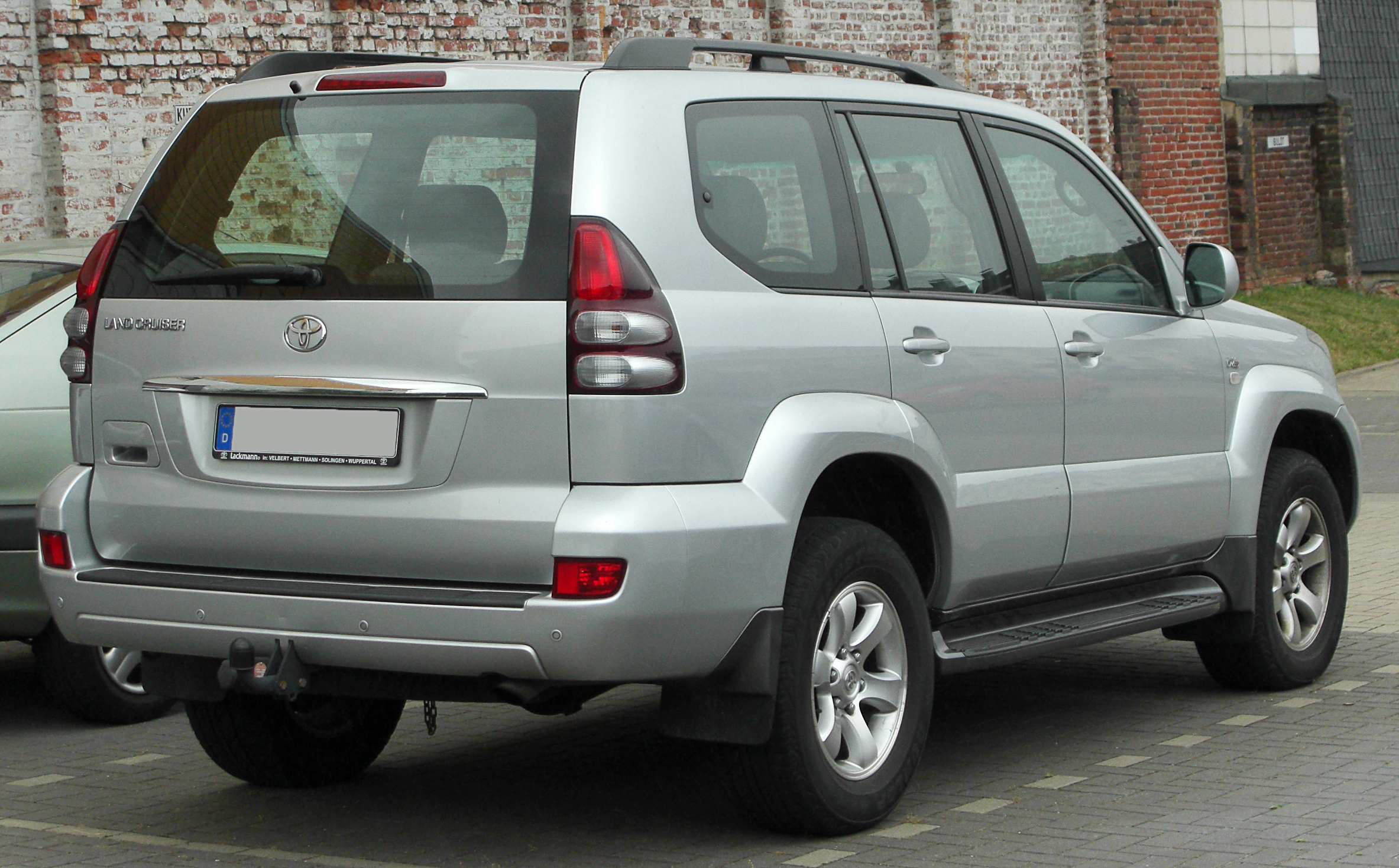
Land Cruiser 5 puertas
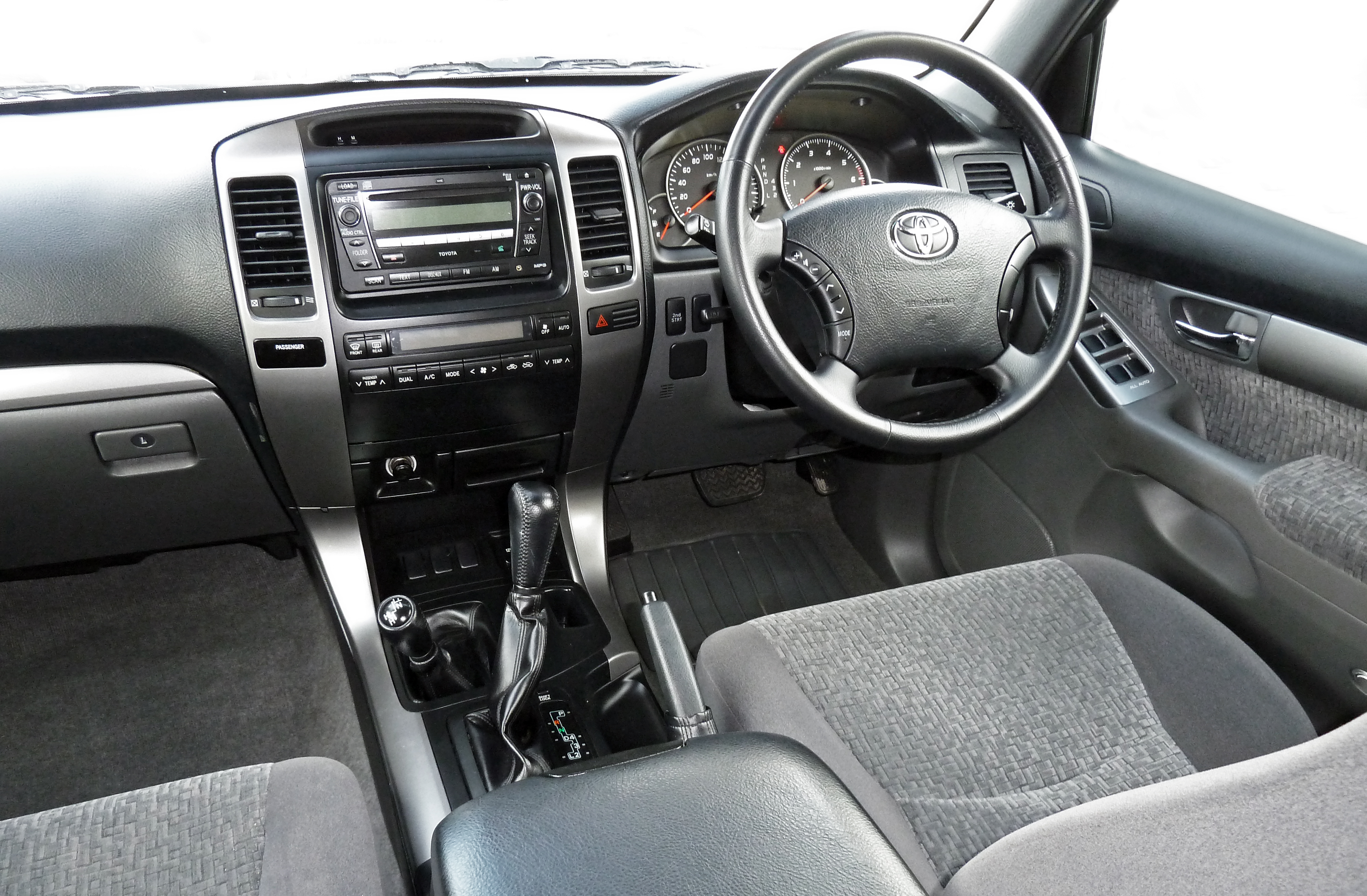
Interior

### Motorizaciones
| Periodo                        | 2003-2005                 | 2005-2009                 | 2002-2005                                                  | 2005-2006                                                  | 2006-2009                                                  | 2008-2009                                                  |       |       |       |       |       |       |       |       |       |
| Identificación del motor       | 1GR-FE                    | 1GR-FE                    | 1KD-FTV                                                    | 1KD-FTV                                                    | 1KD-FTV                                                    | 1KD-FTV                                                    |       |       |       |       |       |       |       |       |       |
| Tipo de motor                  | V6 24v                    | V6 24v                    | L4 16v, inyección directa, Common-Rail, turbo, intercooler | L4 16v, inyección directa, Common-Rail, turbo, intercooler | L4 16v, inyección directa, Common-Rail, turbo, intercooler | L4 16v, inyección directa, Common-Rail, turbo, intercooler |       |       |       |       |       |       |       |       |       |
| Diámetro x carrera             | 94.0 mm × 95.0 mm         | 94.0 mm × 95.0 mm         | 96.0 mm × 103.0 mm                                         | 96.0 mm × 103.0 mm                                         | 96.0 mm × 103.0 mm                                         | 96.0 mm × 103.0 mm                                         |       |       |       |       |       |       |       |       |       |
| Cilindrada                     | 3956 cm³                  | 3956 cm³                  | 2982 cm³                                                   | 2982 cm³                                                   | 2982 cm³                                                   | 2982 cm³                                                   |       |       |       |       |       |       |       |       |       |
| Relación de compresión         | 10.0: 1                   | 10.0: 1                   | 18.4: 1                                                    | 17.9: 1                                                    | 17.9: 1                                                    | 17.9: 1                                                    |       |       |       |       |       |       |       |       |       |
| Potencia máxima: CV (kW) @ rpm | 249 CV (183 kW) @ 5200    | 249 CV (183 kW) @ 5200    | 163 CV (120 kW) @ 3400                                     | 166 CV (122 kW) @ 3400                                     | 173 CV (127 kW) @ 3400                                     | 204 CV (150 kW) @ 3400                                     |       |       |       |       |       |       |       |       |       |
| Par máximo: Nm @ rpm           | 380 Nm @ 3800             | 380 Nm @ 3800             | 343 Nm @ 1600-3200                                         | 410 Nm @ 1800-2600                                         | 410 Nm @ 1800-2800                                         | 510 Nm @ 2200                                              |       |       |       |       |       |       |       |       |       |
| Tracción                       | Total                     | Total                     | Total                                                      | Total                                                      | Total                                                      | Total                                                      | Total | Total | Total | Total | Total | Total | Total | Total | Total |
| Transmisión                    | Automática, 4 velocidades | Automática, 5 velocidades | Manual, 5 velocidades Automática, 4 velocidades            | Manual, 6 velocidades Automática, 5 velocidades            | Manual, 6 velocidades Automática, 5 velocidades            | Manual, 6 velocidades Automática, 5 velocidades            |       |       |       |       |       |       |       |       |       |
| Peso                           | 1750-1860 Kg              | 1845-1945 Kg              | 1840-1940 Kg                                               | 1925-2035 Kg                                               | 1925-2035 Kg                                               | 2025-2035 Kg                                               |       |       |       |       |       |       |       |       |       |
| Aceleración 0–100 km/h         | 9.5 s                     | 9.1 s                     | 12.7-12.8 s                                                | 11.5-11.2 s                                                | 11.5-11.2 s                                                | 11.2-10.9 s                                                |       |       |       |       |       |       |       |       |       |
| Velocidad máxima               | 175 km/h                  | 180 km/h                  | 165-170 km/h                                               | 175 km/h                                                   | 175 km/h                                                   | 175 km/h                                                   |       |       |       |       |       |       |       |       |       |
| Consumo combinado (L/100 km)   | 13.3-13.6                 | 11.9-12.7                 | 9.4-10.4                                                   | 8.9-9.1                                                    | 8.9-9.2                                                    | 8.9-9.0                                                    |       |       |       |       |       |       |       |       |       |

## Cuarta generación - J150 (2009-2023)

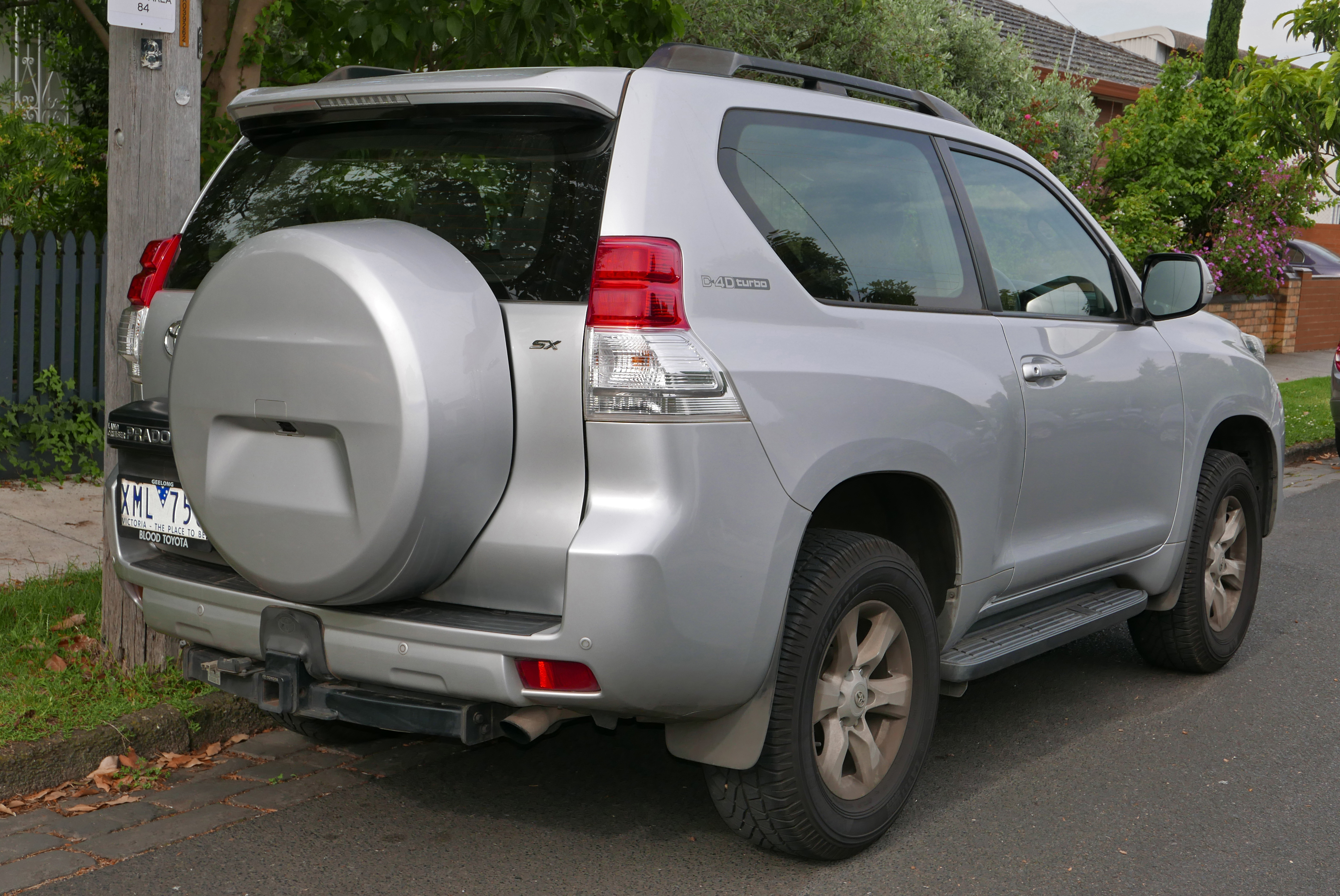
Land Cruiser 3 puertas 2009-2013
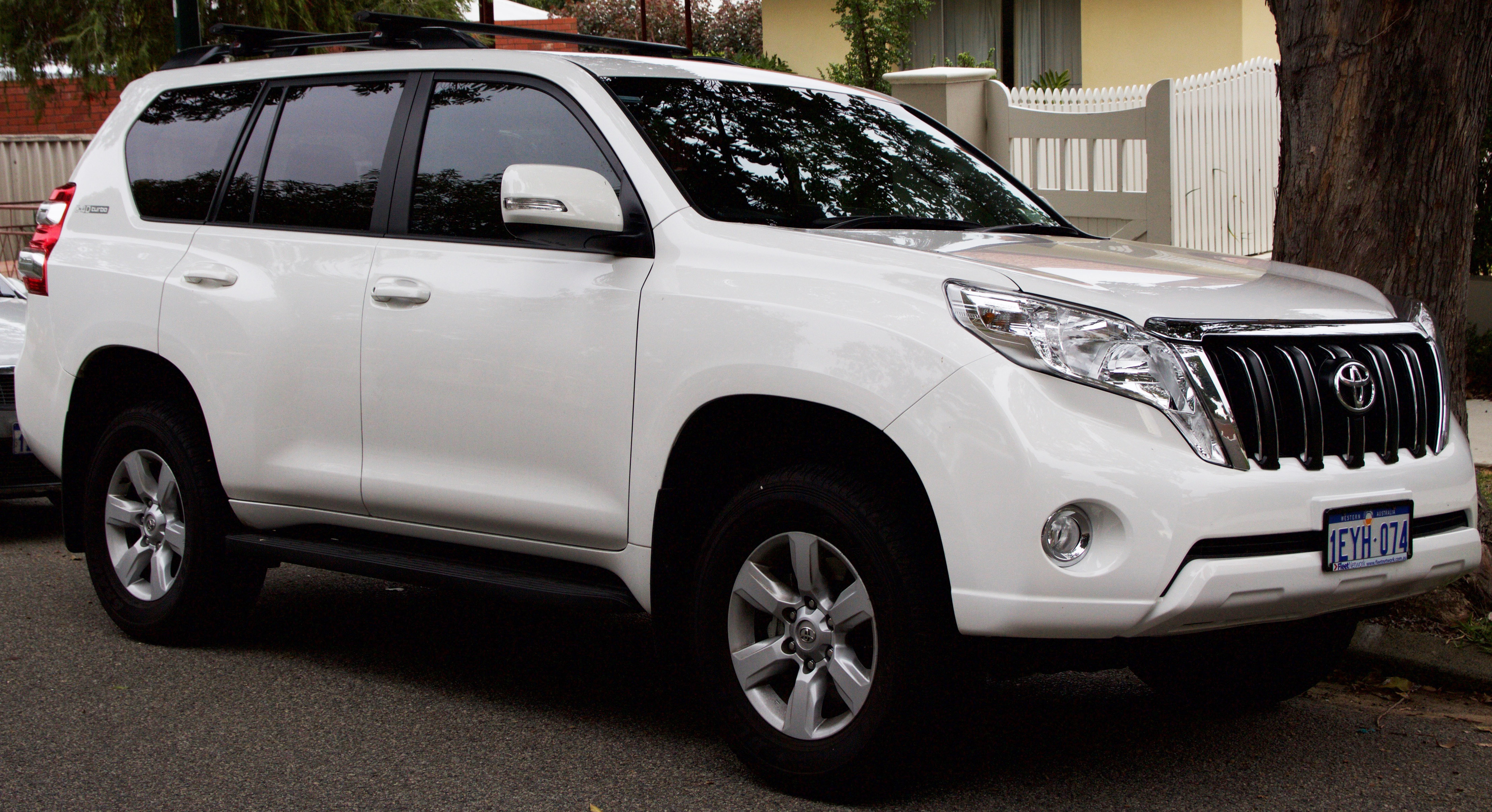
Land Cruiser 2013-2018
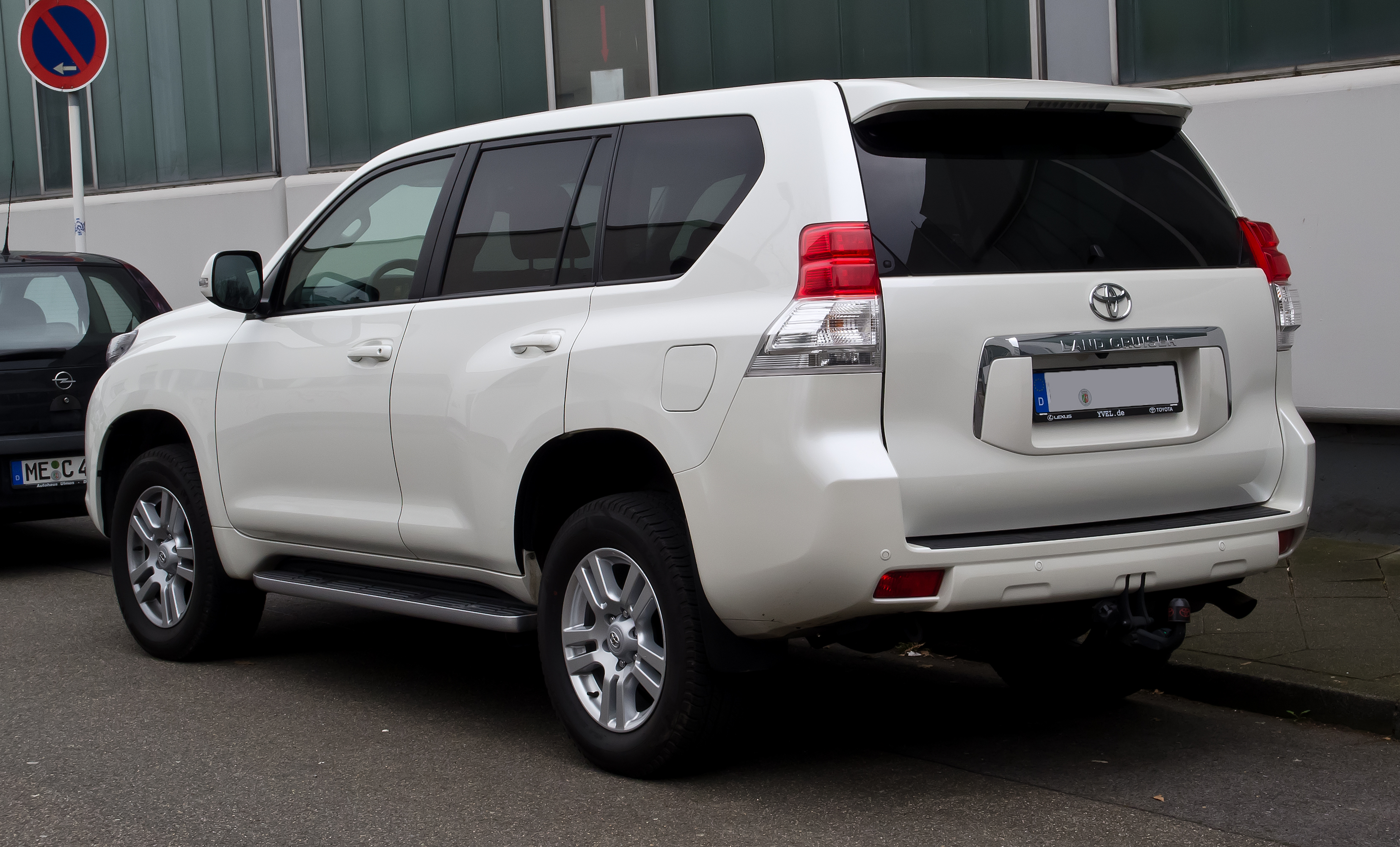
Land Cruiser 2013-2018
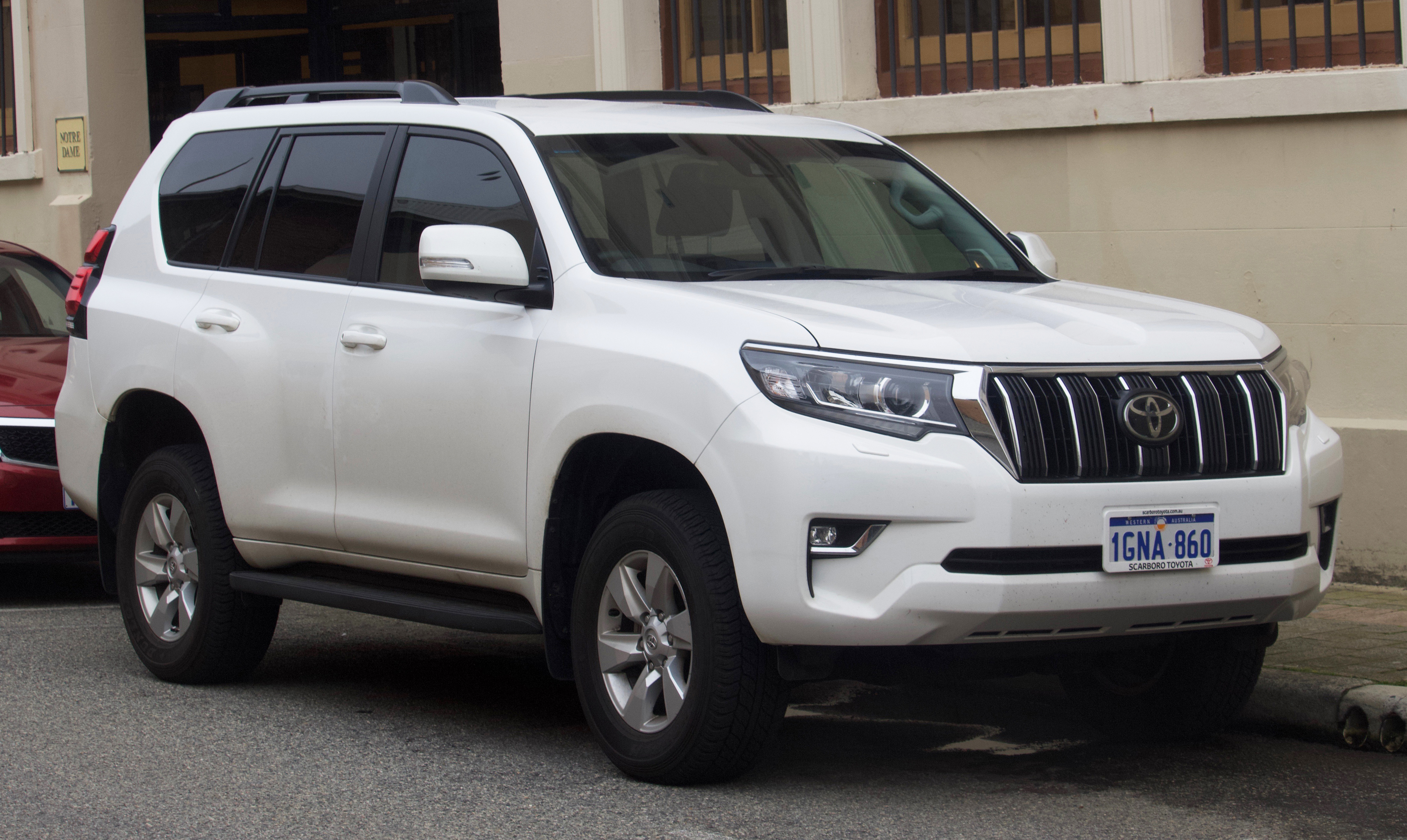
Land Cruiser 2018-2021
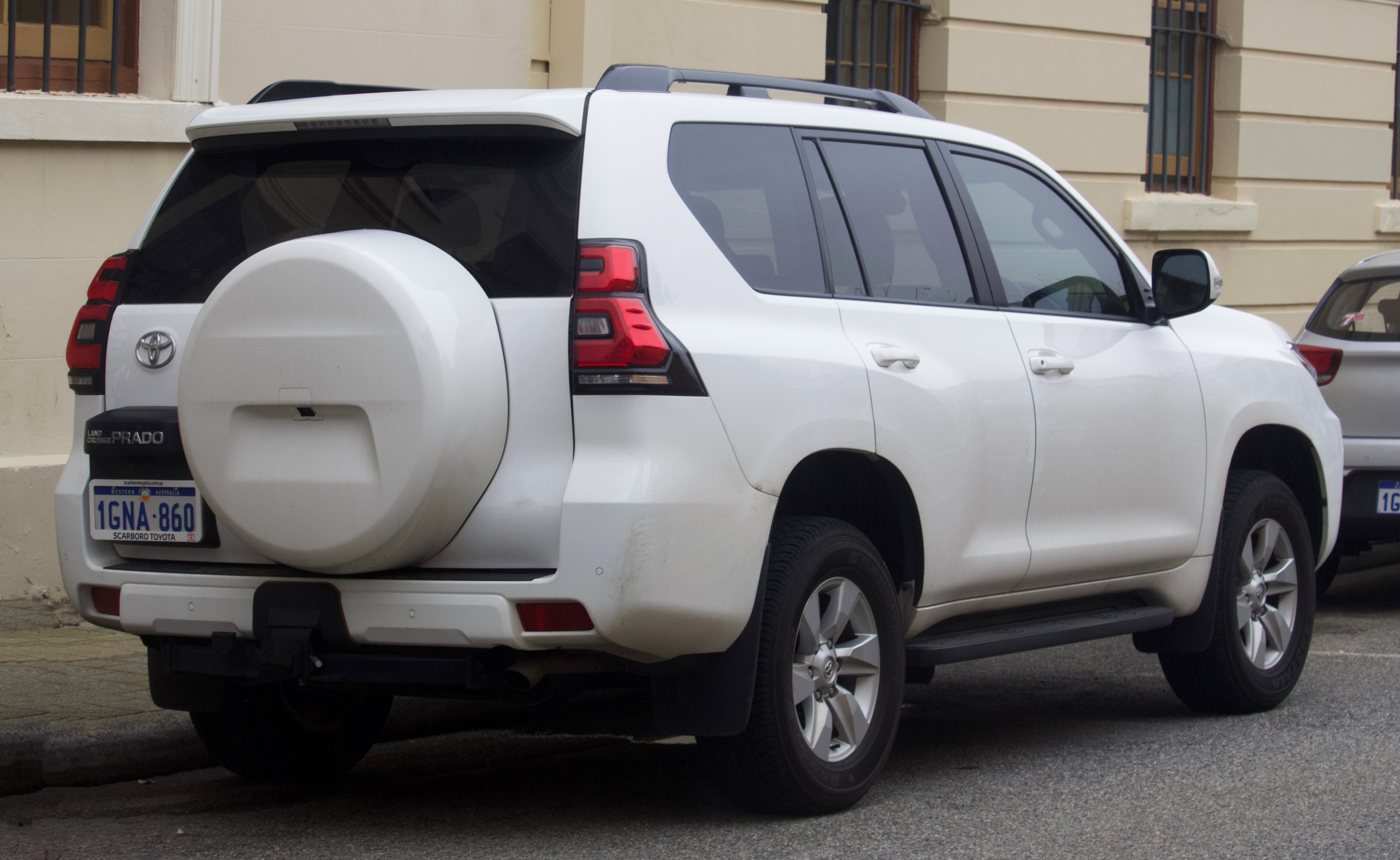
Land Cruiser 2018-2021

### Motorizaciones
| Periodo                        | 2009-presente             | 2015-2020                                                  | 2020-presente                                              | 2009-2010                                                  | 2010-2015                                                  | 2010                                                       |          |       |       |       |       |       |       |       |       |
| Identificación del motor       | 1GR-FE                    | 1GD-FTV                                                    | 1GD-FTV                                                    | 1KD-FTV                                                    | 1KD-FTV                                                    | 1KD-FTV                                                    |          |       |       |       |       |       |       |       |       |
| Tipo de motor                  | V6 24v                    | L4 16v, inyección directa, Common-Rail, turbo, intercooler | L4 16v, inyección directa, Common-Rail, turbo, intercooler | L4 16v, inyección directa, Common-Rail, turbo, intercooler | L4 16v, inyección directa, Common-Rail, turbo, intercooler | L4 16v, inyección directa, Common-Rail, turbo, intercooler |          |       |       |       |       |       |       |       |       |
| Diámetro x carrera             | 94.0 mm × 95.0 mm         | 92.0 mm × 103.6 mm                                         | 92.0 mm × 103.6 mm                                         | 96.0 mm × 103.0 mm                                         | 96.0 mm × 103.0 mm                                         | 96.0 mm × 103.0 mm                                         |          |       |       |       |       |       |       |       |       |
| Cilindrada                     | 3956 cm³                  | 2755 cm³                                                   | 2755 cm³                                                   | 2982 cm³                                                   | 2982 cm³                                                   | 2982 cm³                                                   |          |       |       |       |       |       |       |       |       |
| Relación de compresión         | 10.4: 1                   | 15.6: 1                                                    | 15.6: 1                                                    | 17.9: 1                                                    | 15.0: 1                                                    | 17.9: 1                                                    |          |       |       |       |       |       |       |       |       |
| Potencia máxima: CV (kW) @ rpm | 281 CV (207 kW) @ 5600    | 177 CV (130 kW) @ 3400                                     | 204 CV (150 kW) @ 3400                                     | 173 CV (127 kW) @ 3400                                     | 190 CV (140 kW) @ 3400                                     | 204 CV (150 kW) @ 3400                                     |          |       |       |       |       |       |       |       |       |
| Par máximo: Nm @ rpm           | 387 Nm @ 4400             | 420 Nm @ 1400-2600                                         | 420 Nm @ 1400-3400                                         | 410 Nm @ 1600-2800                                         | 420 Nm @ 1600-3000                                         | 510 Nm @ 2200                                              |          |       |       |       |       |       |       |       |       |
| Tracción                       | Total                     | Total                                                      | Total                                                      | Total                                                      | Total                                                      | Total                                                      | Total    | Total | Total | Total | Total | Total | Total | Total | Total |
| Transmisión                    | Automática, 5 velocidades | Manual, 6 velocidades Automática, 6 velocidades            | Manual, 6 velocidades Automática, 6 velocidades            | Manual, 6 velocidades Automática, 5 velocidades            | Manual, 6 velocidades Automática, 5 velocidades            | Manual, 6 velocidades Automática, 5 velocidades            |          |       |       |       |       |       |       |       |       |
| Peso                           | 2125-2205 Kg              | 2085-2245 Kg                                               | -                                                          | 2035-2155 Kg                                               | 2060-2175 Kg                                               | 2035-2155 Kg                                               |          |       |       |       |       |       |       |       |       |
| Aceleración 0–100 km/h         | 9.2 s                     | 12.1-12.7 s                                                | 12.1-12.7 s                                                | 11.7-12.4 s                                                | 11.7-12.4 s                                                | 10.2-10.9 s                                                |          |       |       |       |       |       |       |       |       |
| Velocidad máxima               | 180 km/h                  | 175 km/h                                                   | 175 km/h                                                   | 175 km/h                                                   | 175 km/h                                                   | 175 km/h                                                   | 175 km/h |       |       |       |       |       |       |       |       |
| Consumo combinado (L/100 km)   | 10.8                      | 7.2-7.4                                                    | 9.1-9.3                                                    | 8.1-8.5                                                    | 8.1                                                        | 8.1-8.5                                                    |          |       |       |       |       |       |       |       |       |

## Quinta generación J250 (2023-presente)
El Land Cruiser Prado de la serie J250 se presentó el 2 de agosto de 2023. Se comercializa como Land Cruiser 250 en Japón y simplemente como Land Cruiser en Norteamérica y algunos países europeos. Algunos otros mercados, como Australia, China y otros países europeos, conservarán la placa de identificación Land Cruiser Prado. [24] [25] [26] La dirección del diseño y la ingeniería había cambiado en comparación con la generación anterior, centrándose ahora en "practicidad, durabilidad y confiabilidad" con el enfoque básico descrito por el anterior CEO de Toyota, Akio Toyoda . [24] El resultado es un estilo exterior cuadrado y de inspiración retro inspirado en el modelo J60 de la década de 1980. [27]
El vehículo se basa en la plataforma GA-F de carrocería sobre bastidor compartida con el Land Cruiser más grande de la serie J300 . Se afirma que tiene un aumento del 50 por ciento en la rigidez del marco y un aumento del 30 por ciento en la rigidez general. El modelo también es el primer Land Cruiser de la "Serie Light Duty" que utiliza un sistema de dirección asistida eléctrica (EPS), que promete un manejo más fácil del volante en condiciones todoterreno, mejora la maniobrabilidad a baja velocidad y permite que el sistema de asistencia de seguimiento de carril ser implementado. [28] [29] El ángulo máximo de aproximación y salida es de 31,0 grados y 22,0 grados respectivamente, mientras que el ángulo ventral alcanza los 25 grados. La distancia al suelo es de 221 mm (8,7 pulgadas). [30]
Todos los modelos están equipados con un sistema de tracción total permanente con diferencial de bloqueo central y una caja de transferencia electrónica de dos velocidades con rango alto/bajo. Un diferencial trasero con bloqueo electrónico es estándar, que puede dividir la potencia 50/50 entre las ruedas traseras para mejorar el control de tracción en terrenos accidentados. [30]
2023 Land Cruiser Prado (Europa)
2023 Land Cruiser Prado (Europa)
Vista trasera
Vista trasera
Mercados 
Japón 
El Land Cruiser Prado pasa a llamarse Land Cruiser 250 para esta generación en Japón. Se venderá junto con el Land Cruiser de la serie J300 y el Land Cruiser de serie J70 de servicio pesado que saldrán a la venta a finales de 2023 después de años de ausencia. [24]
América del Norte 
En Norteamérica, el Land Cruiser de la serie J250 reemplaza al Land Cruiser de la serie J200 (que se descontinuó en 2021, pero fue reemplazado en otros mercados por el Land Cruiser J300) como el modelo que lleva la placa de identificación Land Cruiser en Norteamérica. [31] A diferencia del modelo J200 anterior, el modelo J250 será físicamente más pequeño y contará con un diseño más cuadrado y utilitario, con un precio inicial más bajo en comparación con el J200. [32] Mientras que el J200 es un SUV de tamaño completo con tres filas, el modelo J250 es un SUV de tamaño mediano con asientos de dos filas para este mercado. [33] [34] [35]
La gama incluye tres niveles de equipamiento: el Land Cruiser básico de 1958, el modelo Land Cruiser de nivel medio y el Land Cruiser First Edition limitado a 5.000 unidades durante el primer año de producción. [36] El modelo 1958 tiene faros redondos, paneles de carrocería de plástico extendidos sin pintar y asientos de tela. El Land Cruiser tiene faros rectangulares y paneles de carrocería pintados, asientos delanteros con calefacción y ventilación, una caja fría en la consola disponible, un inversor de 2400 vatios, luces antiniebla de color seleccionable de RIGID, neumáticos más anchos y un diferencial trasero con bloqueo y un mecanismo de desconexión del estabilizador. La Primera Edición agrega un portaequipajes, rieles para rocas y una placa protectora delantera, mientras mantiene los faros redondos de 1958. [37] [38]
La única opción de motor disponible es un sistema de propulsión híbrido (comercializado como "i-Force Max"), con un motor de gasolina de cuatro cilindros T24A-FTS de 2,4 litros turboalimentado. La capacidad de remolque es de 6000 lb (2722 kg). [39] [27]
Europa 
En la mayoría de los mercados europeos, el Land Cruiser de la serie J250 se comercializa simplemente como Land Cruiser. En los países europeos donde está disponible el Land Cruiser 300, el Land Cruiser de la serie J250 adopta el apodo de Prado. [40] Está propulsado por un motor turbodiésel de cuatro cilindros y 2,8 litros heredado de la generación anterior. [28]
Australia 
El Land Cruiser de la serie J250 del mercado australiano seguirá comercializándose como Land Cruiser Prado, y su introducción local está prevista para mediados de 2024. [26] [41]
Sudáfrica 
En Sudáfrica, el Land Cruiser de la serie J250 seguirá comercializándose como Land Cruiser Prado y se presentará en junio de 2024. [42] Está propulsado por un motor turbodiésel de cuatro cilindros y 2,8 litros.
China 
El Land Cruiser Prado del mercado chino se presentó en noviembre de 2023 en el Salón del Automóvil de Guangzhou . [43] Salió a la venta en abril de 2024 como modelo ensamblado localmente después de que el modelo Land Cruiser Prado de la generación anterior fuera descontinuado en junio de 2020. Es producido y vendido por FAW Toyota en Sichuan, que anteriormente producía el Prado más antiguo. generaciones. Los niveles de calidad disponibles son BX de 5 plazas, TX de 5 plazas, TX de 6 plazas y WX de 6 plazas. [44] El motor híbrido de gasolina T24A-FTS de 2,4 litros y la transmisión automática de 8 velocidades son estándar en toda la gama.
Filipinas 
El lanzamiento del Land Cruiser Prado en el mercado filipino estaba previsto para el 7 de junio de 2024. [45] El modelo de 3 puertas ya no se ofrece para esta generación.
Tren motriz 
Se anunciaron cinco tipos de sistemas de propulsión, incluido un híbrido de gasolina y un híbrido suave diésel comercializado por Toyota como un "sistema de 48 V". Todos los motores son exclusivamente de cuatro cilindros. [24]
Tipo	código de motor	Desplazamiento	Fuerza	Esfuerzo de torsión	Salida del sistema combinado	Batería	Transmisión	Código de modelo	Disposición	Mercados
Gasolina	T24A-FTS	2.393 cc (2,4 L) I4 turboalimentado	206 kW (276 caballos de fuerza; 280 CV)	430 N⋅m (43,8 kg⋅m; 317 lb⋅ft)	-	-	Automática "Direct Shift" de 8 velocidades	TJA250 [ cita necesaria ]	4x4	Medio Oriente, Europa del Este y otros
Híbrido de gasolina	T24A-FTS	2.393 cc (2,4 L) I4 turboalimentado	Motor: por anunciar
Motor delantero: por anunciar	Motor: por anunciar
Motor delantero: por anunciar	243 kW (326 caballos de fuerza; 330 PS) / 630 N⋅m (64,2 kg⋅m; 465 lb⋅ft)	1,87  kWh , 6,5  Ah , 288 V NiMH	Automática "Direct Shift" de 8 velocidades	TJH250 [46]	América del Norte y China
Gasolina	2TR-FE	2.693 cc (2,7 litros) I4	120 kW (161 CV; 163 CV)	246 N⋅m (25,1 kg⋅m; 181 libras⋅ft)	-	-	automática de 6 velocidades	TRJ250 [47]	Europa del Este, Japón y otros
Diesel	1GD-FTV	I4 turboalimentado de 2.755 cc (2,8 L)	150 kW (201 CV; 204 CV)	500 N⋅m (51,0 kg⋅m; 369 lb⋅ft)	-	-	automática de 6 velocidades	GDJ250 [47]	Europa, Japón, Medio Oriente y otros
Automática "Direct Shift" de 8 velocidades
Híbrido suave diésel	1GD-FTV	I4 turboalimentado de 2.755 cc (2,8 L)	150 kW (201 CV; 204 CV)	500 N⋅m (51,0 kg⋅m; 369 lb⋅ft)	-	Que se anunciará	Automática "Direct Shift" de 8 velocidades	GDJ250 [ cita necesaria ]	Australia, Europa Occidental